# Ерможенес Фонсека
Ерможенес Валенте Фонсека (рођен 4. новембра 1908, датум смрти није познат)  је бивши бразилски фудбалер. Играо је за репрезентацију Бразила на ФИФА Светском купу 1930. године.

## Трофеји

### Клуб
- Кампеонато Кариока (2):

Америка: 1928, 1931